# Басс, Лукерья Фёдоровна
Лукерья Фёдоровна Басс (15 сентября 1916 — ?) — телятница колхоза «Маяк» Комратского района Молдавской ССР, Герой Социалистического Труда (22 марта 1966).

## Биография
Родилась 15 сентября 1916 года в селе Кирсово, ныне Комратский район, Молдавии (Гагаузии).
Работала в крестьянском хозяйстве родителей, затем в своём семейном хозяйстве.
С 1947 года телятница колхоза «Маяк» Комранского района. С конца 1950-х годов работала на выращивании ремонтных тёлок в возрасте от 3 недель до 6 месяцев.
Получала 900-граммовые среднесуточные привесы, передавая в следующую возрастную группу тёлок весом от 180 до 200 кг, при 100-процентной сохранности закреплённого поголовья. За высокие трудовые достижения 7 марта 1960 года награждена Орденом Ленина.
За 1961—1965 годы вырастила 560 племенных тёлок со среднесуточным привесом 920 граммов при плане 450 голов и 750 граммов. В 1965 году вместо 90 телят по плану вырастила 110, сохранив всё поголовье и получив по 930 граммов среднесуточного привеса.
Указом Президиума Верховного Совета СССР от 22 марта 1966 года за достигнутые успехи в развитии животноводства, увеличении производства и заготовок мяса, молока, яиц, шерсти и другой продукции присвоено звание Героя Социалистического Труда с вручением второго Ордена Ленина и Золотой медали «Серп и Молот».
Также была награждена Орденом Трудового Красного Знамени (8 апреля 1971 года).
С 1972 года на пенсии.
Член КПСС с 1960 года. Делегат X (1961) и XI (1963) съездов Компартии Молдавии.